# 傅嘉莉
傅嘉莉（英語：Kelly Fu Ka Lee；1985年1月6日—），香港女演員、節目主持及模特兒，擁有德國血統，《萬千星輝頒獎典禮2024》最佳女配角，現為無綫電視經理人合約藝員。

## 簡歷
傅嘉莉是中德混血兒，具八份一德國血統（曾祖父為德國人）。她有一名兄長及一名比自己小十二歲的弟弟。2003年，她升讀中六時出道成為「Elite Model Management Hong Kong」旗下模特兒，曾拍攝多個廣告，並因演出《當四葉草碰上劍尖時》而讓觀眾認識；2013年，傅嘉莉接受當時無綫電視戲劇部總監梁家樹邀請，參演無綫電視劇集《衝上雲霄II》，飾演「喬祖思（Josie）」一角而開始為人熟悉。2014年，她在劇集《愛我請留言》飾演「皎妃」一角。2015年，她正式簽約無綫電視成為旗下經理人合約藝員，同年在台慶劇《張保仔》飾演貪吃宮女「夏嬋」，並憑此劇在《萬千星輝頒獎典禮2015》首度獲提名「最佳女配角」。
2017年1月，傅嘉莉在賀歲劇《財神駕到》首次擔任女主角，飾演「連芷蓉（蓉蓉、紅豆妹）」一角，與三屆視帝黎耀祥合作。同年憑《乘勝狙擊》「霍曦昕（Dawn、豬扒妹）」一角獲提名《星和無綫電視大獎2017》「我最愛TVB女配角」，其後憑《我瞞結婚了》潛水教練「紀文意（Kay）」一角獲提名《萬千星輝頒獎典禮2017》「最佳女配角」。2018年8月，她在劇集《特技人》飾演貌美演員「秦臻（津津）」一角，並憑此劇首次獲提名《萬千星輝頒獎典禮2018》「新加坡最喜愛女主角」及「馬來西亞最喜愛女主角」。2020年，她加入 J2 潮流資訊節目《姊妹淘》，成為第三、四輯主持之一。
2023年，傅嘉莉在邵氏劇集《廉政狙擊》飾演「尹在詩」一角，演出受到注目和讚賞。同年，傅嘉莉於無綫電視台慶劇《香港人在北京》中飾演「芬妮」，一改過往性感形象，演出獲網民讚賞，並憑此劇於《萬千星輝頒獎典禮2023》首次打入「最佳女配角」及「飛躍進步女藝員」兩項獎項的最後五強。
2024年，傅嘉莉於無綫電視劇集《反黑英雄》中飾演「陳珊珊」一角，貼地的「師奶」造型和虎媽性格角色被認為甚具反差感。同年，傅於《法證先鋒VI：倖存者的救贖》中的表現亦被評價演技大有進步。2025年1月19日，傅嘉莉憑於《萬千星輝頒獎典禮2024》奪得「最佳女配角」，並入圍「飛躍進步女藝員」最後十強。

## 個人生活
傅嘉莉閒時喜歡與粉絲一起做義工，遂於2016年2月創立了「傅出愛義工團（Giving Love Volunteer Team）」。另外，她在2018年7月又投資逾十萬元創辦自家手製髮箍品牌「Faa」，初時主要以網購形式經營，後來於精品店、髮型屋及百貨公司連卡佛設立專櫃。
在2023年7月18日，傅嘉莉正式成為英國寶石學會鑑定師文憑課程學士。

## 演出作品
| 首播            | 劇名                     | 角色                   |
| 無綫電視        |                          |                        |
| 2003年          | 當四葉草碰上劍尖時       | 徐金妹（十三妹）       |
| 2013年          | 衝上雲霄II               | 喬祖思（Josie）        |
| 2014年          | 愛我請留言               | 皎妃（Diana、姣妃）    |
| 2015年          | 張保仔                   | 夏嬋（雪中蓮花、阿嬋） |
| 2016年          | 廉政行動2016             | 程佩珊（珊珊）         |
| 2017年          | 財神駕到                 | 連芷蓉（蓉蓉、紅豆妹） |
| 2017年          | 乘勝狙擊                 | 霍曦昕（Dawn、豬扒妹） |
| 2017年          | 我瞞結婚了               | 紀文意（Kay）          |
| 2018年          | 特技人                   | 秦臻（津津）           |
| 2019年          | 包青天再起風雲           | 湯曉晨（火鳳凰）       |
| 2020年          | 大醬園                   | 利家瑤                 |
| 2020年          | 反黑路人甲               | 蔣千瑜（Mandy）        |
| 2021年          | 刑偵日記                 | 莫希欣                 |
| 2021年          | 刑偵日記                 | 莫希瑜                 |
| 2021年          | 我家無難事               | 范敏兒（Erica）        |
| 2022年          | 凶宅清潔師（J2首播）     | 程子昕（Yanny、小美）  |
| 2022年          | 法證先鋒V                | 韻遙                   |
| 2023年          | 一舞傾城                 | 姚素波（Paula）        |
| 2023年          | 香港人在北京             | 芬妮                   |
| 2024年          | 神耆小子                 | 錢有方                 |
| 2024年          | 反黑英雄                 | 陳珊珊                 |
| 2024年          | 法證先鋒VI：倖存者的救贖 | 吳書婷                 |
| 2025年          | 富貴千團                 | Irene                  |
| 2025年          | 刑偵12                   | 楊芷菲                 |
| 邵氏兄弟        |                          |                        |
| 2022年          | 飛虎3壯志英雄            | JJ                     |
| 2023年          | 廉政狙擊                 | 尹在詩                 |
| big big channel |                          |                        |
| 2017年          | 降魔的番外篇 - 首部曲    | 惡女                   |

### 電影
| 首映   | 電影名                     | 角色        |
| 2003年 | 無間道2                    | May（青年） |
| 2007年 | 校墓處                     | 蘇子琪      |
| 2011年 | 人約離婚後                 | 曼麗        |
| 2012年 | 追兇                       | 女探員卡提  |
| 2014年 | 3D冰封俠：重生之門         | 女警        |
| 2021年 | 大運同行（李居明玄學電影） | 傅嘉莉      |

### 主持節目
| 首播          | 節目名                                          | 備註                                                                                               |
| 無綫電視      |                                                 | |
| 2017年        | 築·動·愛                                        | 第3集、與楊明一同主持                                                                              |
| 2018年        | 旺財狗年花車巡遊匯演                            | 主持之一                                                                                           |
| 2018年        | 慶祝澳門回歸祖國十九周年 2018澳門國際幻彩大巡遊 | 主持之一                                                                                           |
| 2019年        | 金裝娛樂賀新春                                  | 主持之一                                                                                           |
| 2019年        | 我的寵物夏日反斗嘉年華                          | 第2集主持之一                                                                                      |
| 2019年        | 識玩旅行團                                      | 第二輯主持之一                                                                                     |
| 2020年        | 3日2夜                                          | 第四輯 第10、11集；與楊潮凱一同主持                                                                |
| 2020 - 2021年 | 姊妹淘                                          | 第三輯主持之一（與莊思敏、張寶兒、陳詩欣、蔡嘉欣、曾淑雅、李君妍、孫慧雪、謝芷倫、阮嘉敏及吳紫韻） |

## 曾獲獎項及提名
| 年份   | 頒獎典禮                         | 獎項                    | 作品                                                     | 角色/拍檔 | 結果     |
| ------ | -------------------------------- | ----------------------- | -------------------------------------------------------- | --------- | -------- |
| 2015年 | 萬千星輝頒獎典禮2015             | 最佳女配角              | 《張保仔》                                               | 夏嬋      | 提名     |
| 2017年 | 星和無綫電視大獎2017             | 我最愛TVB女配角         | 《乘勝狙擊》                                             | 霍曦昕    | 提名     |
| 2017年 | TVB 馬來西亞星光薈萃頒獎典禮2017 | 最喜愛TVB電視角色       | 《乘勝狙擊》                                             | 霍曦昕    | 提名     |
| 2017年 | 萬千星輝頒獎典禮2017             | 最佳女配角              | 《我瞞結婚了》                                           | 紀文意    | 提名     |
| 2018年 | 萬千星輝頒獎典禮2018             | 新加坡最喜愛TVB女主角   | 《特技人》                                               | 秦臻      | 提名     |
| 2018年 | 萬千星輝頒獎典禮2018             | 馬來西亞最喜愛TVB女主角 | 《特技人》                                               | 秦臻      | 提名     |
| 2019年 | 萬千星輝頒獎典禮2019             | 最佳女配角              | 《包青天再起風雲》                                       | 湯曉晨    | 提名     |
| 2020年 | 萬千星輝頒獎典禮2020             | 最佳女配角              | 《反黑路人甲》                                           | 蔣千瑜    | 提名     |
| 2022年 | 萬千星輝頒獎典禮2022             | 最佳女主角              | 《凶宅清潔師》                                           | 程子昕    | 提名     |
| 2022年 | 萬千星輝頒獎典禮2022             | 最受歡迎電視女角色      | 《凶宅清潔師》                                           | 程子昕    | 提名     |
| 2022年 | 萬千星輝頒獎典禮2022             | 馬來西亞最喜愛TVB女主角 | 《凶宅清潔師》                                           | 程子昕    | 提名     |
| 2023年 | 萬千星輝頒獎典禮2023             | 飛躍進步女藝員          | 《一舞傾城》、《香港人在北京》                           | 不適用    | 最後五強 |
| 2023年 | 萬千星輝頒獎典禮2023             | 最佳女配角              | 《香港人在北京》                                         | 芬妮      | 最後五強 |
| 2023年 | 萬千星輝頒獎典禮2023             | 最佳女配角              | 《廉政狙擊》                                             | 尹在詩    | 提名     |
| 2024年 | 萬千星輝頒獎典禮2024             | 最佳女配角              | 《神耆小子》                                             | 錢有方    | 提名     |
| 2024年 | 萬千星輝頒獎典禮2024             | 最佳女配角              | 《反黑英雄》                                             | 陳珊珊    | 獲獎     |
| 2024年 | 萬千星輝頒獎典禮2024             | 飛躍進步女藝員          | 《神耆小子》、《反黑英雄》、《法證先鋒VI﹕倖存者的救贖》 | 不適用    | 最後十強 |

## 外部連結
- 傅嘉莉的新浪微博
- 傅嘉莉的Instagram帳戶
- 傅嘉莉的Facebook專頁
- 傅嘉莉在香港影庫上的簡介